# Castello Barbarossa
Il castello Barbarossa, così chiamato a causa del soprannome del corsaro ottomano Khayr al-Dīn che lo espugnò nel 1535, è situato nel comune di Anacapri (NA), in Campania. La data di costruzione non è certa, ma risale forse alla fine del IX secolo.
La struttura, della quale rimangono solo dei ruderi, fu proprietà dal 1898 del medico svedese Axel Munthe che la donò poi all'omonima fondazione; inoltre nella struttura, il cui territorio adiacente si presenta ricco dal punto di vista botanico, ha sede una stazione ornitologica.

## Storia
Non è noto con certezza quando il castello fu edificato, sebbene ne sia attestata l'esistenza alla fine del X secolo. Fu eretto utilizzando manodopera locale dagli amalfitani, che lo utilizzarono per controllare l'intera isola di Capri.
Inizialmente di proprietà di Adelferio, figlio di Sergio di Amalfi, il quale indicava la zona come Anglum ad Castellum (letteralmente «l'angolo nei pressi del Castello»), fu ceduto, con gli altri possedimenti ad Anacapri (quali Artimo, Orrico e Gradola), a Giovanni, Comite di Capri, il 15 novembre 988. Il documento fa riferimento infatti a «unam silvam ad angulum ipsum castellum». Protetta dalla rocca, l'area godette di un periodo di stabilità nel X e nell'XI secolo.
Durante la conquista normanna della Italia meridionale, gli amalfitani si ribellarono più volte al dominio normanno e ciò li portò ad ammodernare anche le fortificazioni di Capri. All'interno del castello furono ricavati nuovi ambienti, tra cui una cappella con volta estradossata. Nel 1129, Ruggero II inviò contro la rivoltosa Amalfi una flotta comandata dall'ammiraglio Giorgio d'Antiochia. Per piegare la resistenza della città, i normanni attaccarono le fortificazioni ad essa circostanti: Capri, dove gran parte dei civili furono uccisi, fu la seconda a cadere, dopo l'isolotto Li Galli.
Per rispondere all'evoluzione delle tecniche d'assedio e delle armi da fuoco, nel XIII secolo la fortezza fu ammodernata con l'introduzione di una torre cilindrica scarpata, due cortine, le mensole per le caditoie ed altri elementi.
Nel corso del XV secolo l'isola di Capri subì numerosi attacchi da parte dei corsari musulmani, durante i quali la popolazione si rifugiò nella fortezza. Nel 1535, tuttavia, pirati ottomani guidati da Khayr al-Dīn e Dragut riuscirono a prendere il castello, che fu distrutto, e la popolazione che vi aveva cercato riparo fu rapita o derubata. Nonostante la ricostruzione della fortezza venne avviata, l'opera non venne mai completata perché affidata ad edili napoletani che non avevano un'esperienza sufficiente. Lasciata quindi alle cure dei soli abitanti di Anacapri, la fortezza non venne mai ricostruita.
Da allora fu ignorato fino al XVIII secolo, quando la collocazione del castello venne indicata in alcuni trattati di geografia. Tornò in uso per scopi bellici agli inizi dell'Ottocento, potenziato sia dagli inglesi (1806), che costruirono delle caditoie per fucilieri ed una polveriera, sia dai francesi (1808), che realizzarono una cinta muraria che, partendo dal castello, raggiungeva il termine della scala Fenicia. Con la nascita dell'interesse per i reperti archeologici e l'ambiente mediterraneo alla metà del socolo, il castello - descritto da un viaggiatore di allora come «una rovina immersa in una natura selvaggia ed incantevole» - divenne oggetto di curiosità e una meta per gli escursionisti, incluso, nella prima metà del secolo successivo, in tutte le cartine e le guide turistiche relative all'isola.
Nel 1898 il castello Barbarossa fu acquistato, insieme al territorio circostante, dal medico svedese Axel Munthe, che detestando la caccia ne fece un «santuario degli uccelli». La zona era infatti una rinomata area di caccia alle quaglie e Munthe non incontrò certo il favore della popolazione caprese imponendone il divieto. Ottenne inoltre una legge speciale, stilata da Benito Mussolini, che vietava la caccia degli uccelli sull'isola di Capri per tutto l'anno.
Dopo la morte di Munthe, a partire dal 16 giugno 1950, il castello fa parte della Fondazione Axel Munthe ed è di proprietà del Consolato Svedese che ha sede nella villa San Michele.

## Descrizione e struttura

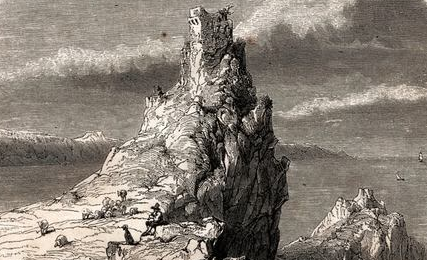
Le rovine del castello Barbarossa in un'immagine prodotta nel 1854.

Il castello Barbarossa è situato a 412 metri sul livello del mare su una spianata di 250 m² che si apre su un fianco del monte Solaro.
Il castello ha pianta quadrangolare, ma una delle pareti è semicircolare. I ruderi della parte più alta, oltre a costituire il nucleo centrale della costruzione, corrispondono a quella che una volta era la zona residenziale del maniero; difatti qui vi è una cappella con copertura a volta, abside e un piccolo campanile a vela. Al di sotto di essa è presente una cisterna, che è stata adibita a magazzino. Accanto alla cappella e sfalsato rispetto ad essa è presente un secondo ambiente del quale sono conservati alcuni elementi architettonici, tra i quali la copertura a volta, una piccola feritoia ed un'apertura ad arco. Un ulteriore ambiente è coperto da un solaio in travi di ferro ed è utilizzato come locale di servizio.
La fortezza è stata edificata con muratura a sacco, utilizzando la pietra locale. Le coperture, come già accennato, sono composte da volte ed i pavimenti sono in maiolica.
Degli elementi di difesa rimangono due torri, situate nella parte inferiore della struttura: la prima, a pianta quadrata, costruita in epoca sveva mentre la seconda, a pianta circolare, costruita in età angioina.

## Botanica
La fortezza è circondata da una macchia bassa, che risente della siccità e dello scarso nutrimento, quasi da degradare in gariga.
Tra le specie vegetali presenti vi sono il corbezzolo, la coronilla, l'euforbia, l'erica, la ginestra e il mirto. D'inverno, invece, fioriscono l'anemone, l'asfodelo, la brassica, il caprifoglio, il croco ed il cisto rosa e bianco.
In prossimità del castello sono presenti alcuni esemplari di pino d'Aleppo, sopravvissuti agli incendi del 1972 e del 1987 che hanno coinvolto la pineta piantata nel 1901 in loco da Axel Munthe.

## Ornitologia
Il castello Barbarossa è sede della stazione ornitologica di Capri. Infatti il monte dal quale si erge la fortezza costituisce un'importante tappa per gli uccelli migratori che sorvolano il Mar Mediterraneo dall'Europa all'Africa per lo svernamento e nel verso opposto in primavera.
L'attività ornitologica nell'isola fu iniziata dalla Società Ornitologica Svedese nel 1956, cui si è aggiunta all'inizio degli anni ottanta la Lega Italiana Protezione Uccelli (LIPU), sostituita poi dal Centro di Inanellamento dell'Istituto Superiore per la Protezione e Ricerca Ambientale di Bologna. Il centro utilizza l'isola come una stazione per la raccolta dei dati relativi al sesso, età, specie, dimensioni e peso degli uccelli catturati attraverso l'uso di una rete. A questi, prima di essere rilasciati, viene infine agganciato un anello metallico che, nel caso di una loro successiva ricattura, permette di seguirne lo spostamento.
Sono ancora presenti sull'isola attività di ricerca svedesi, gestite dalla stazione ornitologica dell'isola di Öland. Nel tempo, sono mutate le ricerche condotte: inizialmente, esse erano rivolte allo studio delle migrazioni primaverili ed autunnali; più recentemente ciò è stato sostituito da progetti sull'orientamento degli uccelli, la trasmissione di malattie e da studi sulla migrazione delle farfalle.